# 9 messidor
9 prairial 9 thermidor
Le nonidi 9 messidor, officiellement dénommé jour de l'absinthe, est le 279e jour de l'année du calendrier républicain.
C'était généralement le 27e jour du mois de juin dans le calendrier grégorien.